# Miguel Ángel Toscano
Miguel Ángel Toscano Velasco (Distrito Federal, 17 de noviembre de 1973) es un político mexicano, exmiembro del Partido Acción Nacional, ha sido diputado local, diputado federal, candidato a Jefe Delegacional de Álvaro Obregón y fue Comisionado Nacional de la COFEPRIS hasta 2011. De 2011 al 2013, fue ministro en la Representación de México ante los Organismos Internacionales en Ginebra, Suiza.
Es licenciado en Economía por el Instituto Tecnológico Autónomo de México y licenciado en Derecho por la Universidad Nacional Autónoma de México, ha ocupado varios cargos en la estructura del PAN a nivel distrital y delegacional, fue diputado a la Asamblea Legislativa del Distrito Federal de 2000 a 2003, en 2003 fue elegido diputado federal por el XXI Distrito Electoral Federal del Distrito Federal a la LIX Legislatura de 2003 a 2006.
Causó un escándalo mediático cuando en 2005 acusó desde la tribuna de la Cámara de Diputados a varios legisladores de haber recibido sobornos por parte de empresas tabacaleras para rechazar un impuesto al tabaco y en las Elecciones de 2006 fue candidato del PAN a Jefe Delegacional de Álvaro Obregón.
El 31 de marzo de 2008 fue nombrado Comisionado Nacional de Comisión Federal para la Protección contra Riesgos Sanitarios en sustitución de Juan Antonio García Villa.
A finales de septiembre del 2009 se vio envuelto en una controversia con el Gobierno del Distrito Federal, cuando anunció que desde el segundo trimestre del año la COFEPRIS detectó que en tres Delegaciones del Distrito Federal las muestras de agua potable contenían residuos fecales. El GDF respondió descalificando al Comisionado al reprobar que si contaba con dicha información desde abril, hubiera esperado hasta los últimos días de septiembre para dar el aviso; argumentando también que la información era falsa, ya que el GDF realiza un monitoreo constante de la calidad del agua y ellos no han encontrado dichos residuos.
A fines 2010 Toscano se deslinda de otro escándalo mediático entre el IMSS y un laboratorio farmacéutico, donde se mencionaba.
En año 2018, después de 23 años de militancia en Acción Nacional, renunció a dicho instituto por considerar que se volvió igual de corruptos que los demás partidos. 
Es fundador de México Libre desde finales de 2018, asociación civil que pretendió registrarse como partido político.